# Gra Rueb

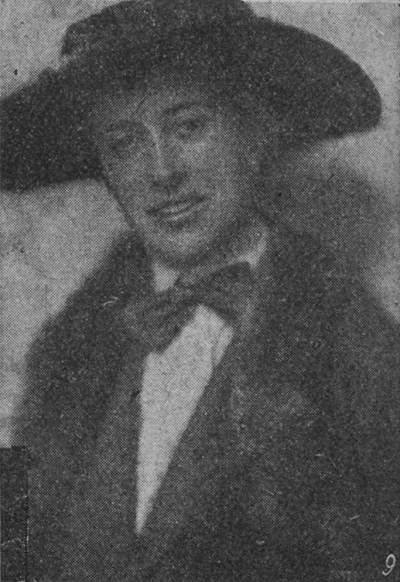
Gra Rueb, Fotografie 1919

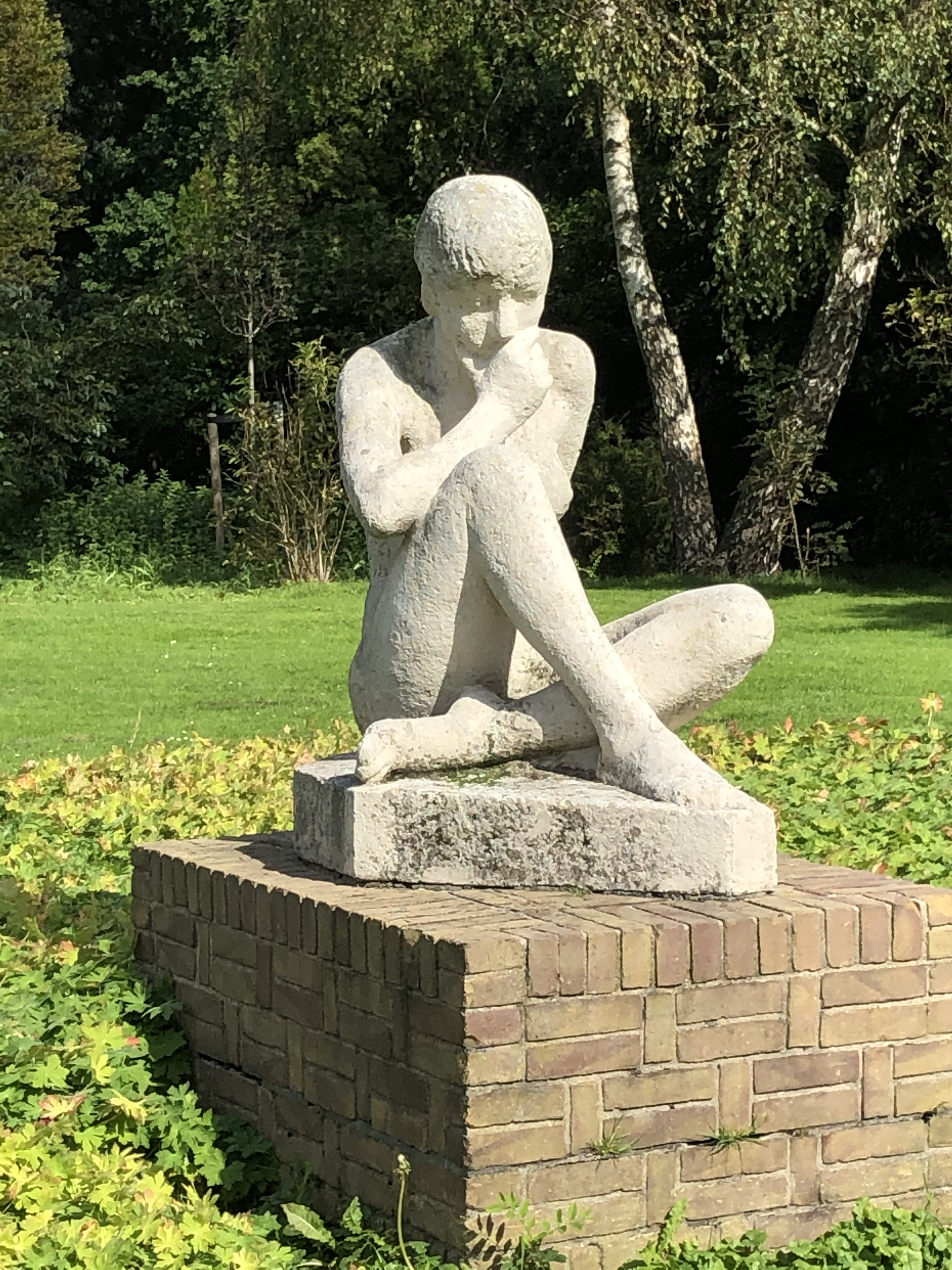
Gra Rueb: Peinzende vrouw 1941

Gerharda Johanna Wilhelmina (Gra) Rueb (* 4. September 1885 in Breda; † 26. Dezember 1972 in Den Haag) war eine niederländische Bildhauerin und Medailleurin.

## Leben
Gra Hueb wurde als siebtes von acht Kindern des Johann Gerhard Rueb, Direktor einer Maschinenfabrik, und dessen Frau Johanna Pels Rijcken geboren. Ab 1911 lernte sie für vier Jahre beim belgischen Bildhauer Toon Dupuis in Den Haag Bildhauertechniken. Zwischen 1915 und 1916 lebte sie einige Zeit in Paris, wo sie Unterricht bei Antoine Bourdelle, einem ehemaligen Assistenten von Rodin, nahm. 1924 arbeitete sie unter anderem mit den Malern Willy Sluiter und dem Kabarettisten Jean-Louis Pisuisse an der Revue Op ter Olympiade zusammen.

## Mitgliedschaften
- Pulchri Studio
- Haagsche Kunstkring
- Nederlandsche Kring van Beeldhouwers
- Arti et Amicitiae

## Auszeichnungen
- Ritter im Orden von Oranien-Nassau

## Werke (Auswahl)
- Marmorbüsten von Königin Wilhelmina und Prinz Hendrik vor dem Rotterdamer Rathaus (1919)
- Statue des Kaplans H.C. Verbraak in Bandoeng (1919/1920)
- Hans Brinker, an der Woerdersluis in Spaarndam (1950)
- Van-Tuyll-Monument vor dem Olympiastadion Amsterdam (2022 entfernt)